# Bairdtrogon
Der Bairdtrogon (Trogon bairdii) ist eine Vogelart aus der Familie der Trogone (Trogonidae).
Mitunter wurde die Art als konspezifisch mit dem Grünmanteltrogon (Trogon viridis) und/oder dem Weißschwanztrogon (Trogon chionurus) angesehen.
Der Vogel ist endemisch in Costa Rica  und Panama und kommt auf der Pazifikseite vor.
Der Lebensraum umfasst feuchte Wälder, Waldränder, auch schattige halboffene baumbestandene Flächen bis 1200 m.
Der Artzusatz bezieht sich auf Spencer Fullerton Baird.

## Merkmale

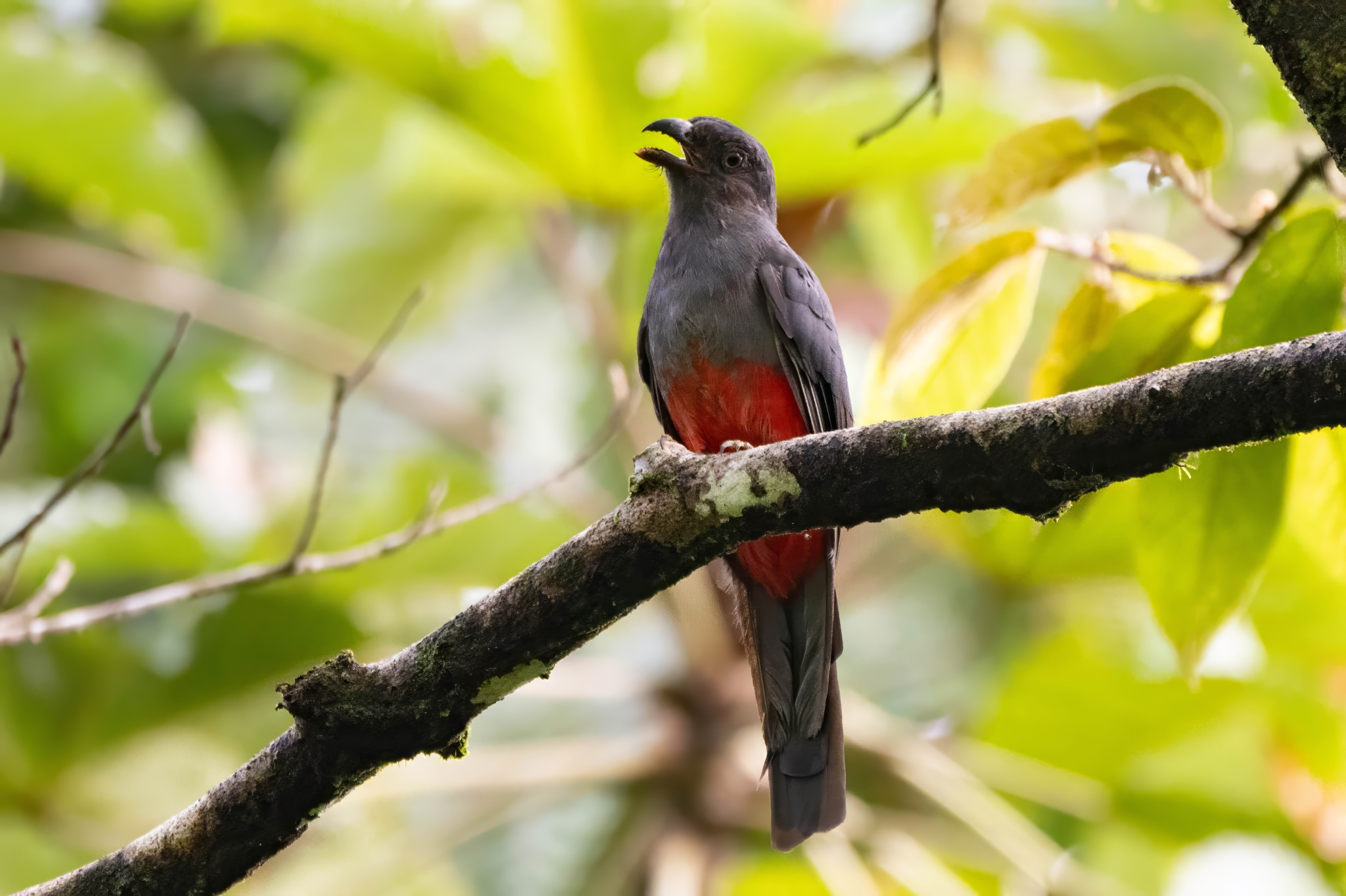
Bairdtrogon, Weibchen

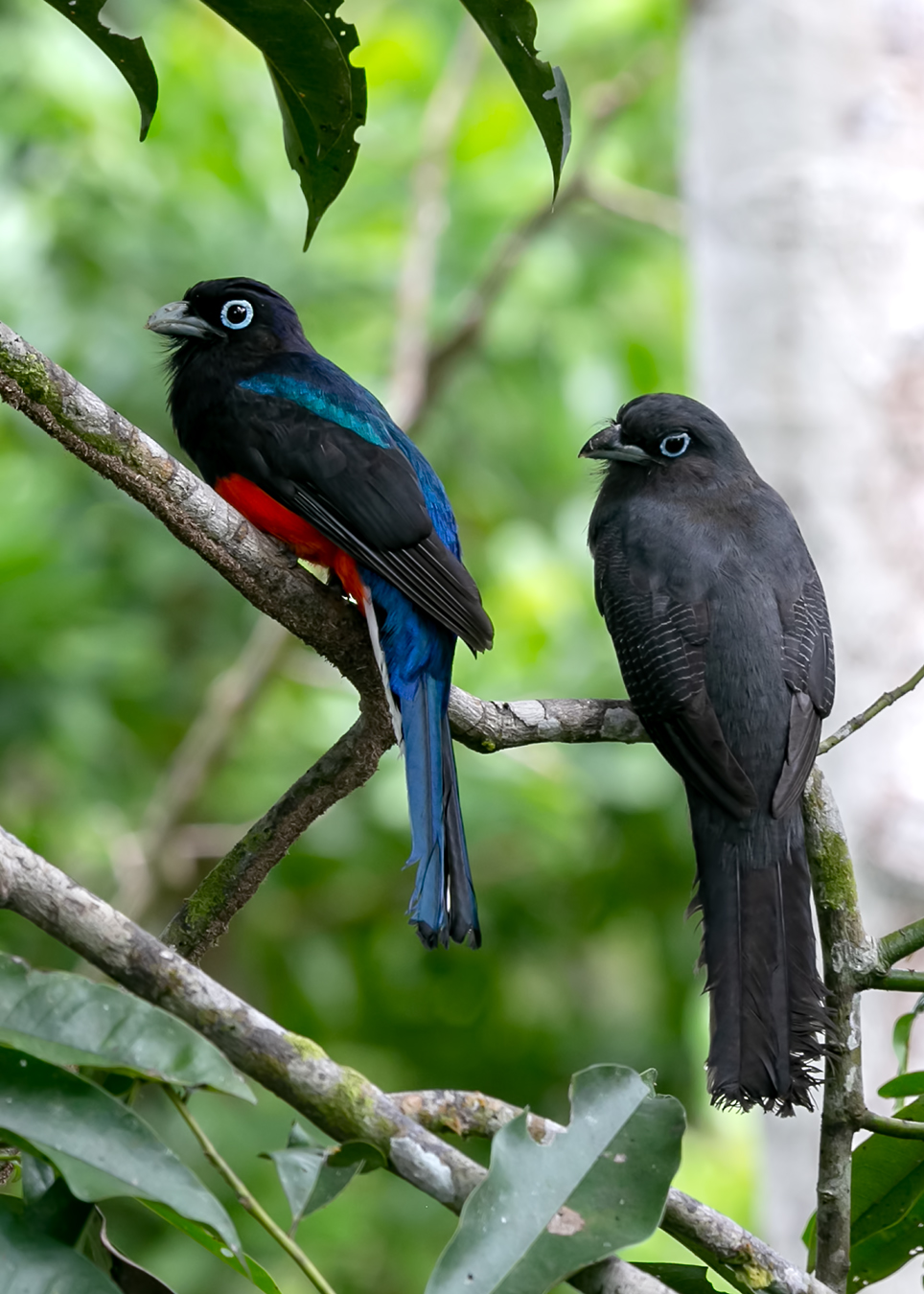
Pärchen

Verbreitungsgebiet des Bairdtrogons

Die Art ist 25–29 cm groß und wiegt 94–95 g. Charakteristisch ist die Kombination von weißer Schwanzunterseite und orangerotem Bauch. Das Männchen hat einen hellblauen Schnabel und Augenring. Kopf bis mittlere Brust ist bläulichschwarz, die Oberseite metallisch blaugrün, die Flügelspiegel sind überwiegend schwärzlich, die Handschwingen weißlich an den Außenfahnen. Der Schwanz ist grünlichblau bis violettblau mit schwarzer Spitze an der Oberseite, unten fast ganz weiß mit schwarzer Spitze. Die Unterseite ist von der mittleren Brust an bis zu den Unterschwanz hellrot.
Weibchen sind matter gefärbt, grauer ohne grüne und blaue Töne, dunkel schieferfarben auf der Oberseite, blasser an Kehle und Brust, der Schnabel ist dunkelgrau, die Schwanzunterseite ist gebändert weiß und schiefergrau.
Jungvögel haben spitzere Steuerfedern und sind unregelmäßiger gebändert, bei jungen Männchen ist der Bauch etwas orange.
Vom Grünmanteltrogon (Trogon viridis) unterscheidet sich die Art lediglich durch die rote Unterseite, gegenüber dem größeren Schieferschwanztrogon (Trogon massena) unterscheidet sich das Weibchen durch das fehlende Rot am Bauch, den durchgehend dunklen Schnabel und die Bänderung der Schwanzunterseite.

## Geografische Variation
Die Art ist monotypisch.

## Stimme
Der Gesang wird als glucksend, langsam beginnend, schneller und höher werdend, dann wieder langsamer und abfallend beschrieben, ähnlich dem des Weißschwanztrogons (Trogon chionurus), aber melodiöser als der des Schieferschwanztrogons. Der Alarmruf ist ein scharfes Gackern.

## Lebensweise
Die Art ist ein Standvogel. 
Die Nahrung besteht hauptsächlich aus Früchten, aber auch Insekten einschließlich langer haariger Raupen, die auf dem Erdboden und durch Suchen im Laub gefunden werden.
Die Brutzeit liegt zwischen April und August. Das Nest ist eine runde Kammer mit aufsteigendem Tunnel in 2 bis 15 m Höhe in einem großen, verrottendem Baumstamm. Das Gelege besteht aus 2 bis 3 Eiern, die über 16–17 Tage bebrütet werden.

## Gefährdungssituation
Der Bestand gilt als „potentiell gefährdet“ (Near Threatened) aufgrund von Entwaldung.